# Будизъм в Бутан
Будизмът е основната религия на Бутан, а Ваджраяна е със статут на държавна религия в страната, като последователите и са между две трети и три четвърти от населеннието.
Макар будизмът, практикуван в Бутан, да произхожда от тибетския будизъм съществуват определени различия в ритуала и манастирската организация. Държавната религия дълго време е била подпомагана от правителството чрез годишни субсидии за храмовете и манастирите, а също за монасите и монахините. В днешно време през управлението на крал Джигме Дордже Вангчук държавната подкрепа се изразява в произвеждането на 10000 позлатени бронзови изображения на Буда Шакямуни, издаването на елегантни калиграфски издания на 108-те тома на Канджур и 225-те тома на Тенджур, както и изграждането на многобройни ступи из цялата страна. Имащи гарантирано представителство в националното събрание и в съвета на кралските съветници будистките учители имат решаващо влияние върху политиката.

## Организация
Към 1989 г. около 1000 монаси („лам“ или „гелонг“) принадлежали на централната манастирска организация в Тимпху и Пунака Драцанг Ленцог и около 4000 монаси към областните манастирски организации, а общо в страната има около 12000 монаси. В Бутан има и активни организации от монахини, макар измежду тях да няма известни обществени фигури. Освен основната школа Друкпа Кагю в страната са представени също приемственостите Нингма и Гелуг. Глава на будистката йерархия е Дже Кенпо, подпомаган от пет „лопон“ или майстори, които отговарят за поддържане на традицията, ритуала и дисциплините в будисткия университет. Един от тях, обикновено Дорджи Лонпон наследява трона на Дже Кенпо.
През юли 2002 г. е основана Менджонг Чьотун Цогпа, национална организация с идеална цел от Негово Бутанско Светейшество или Върховния Дхарма-крал на Бутан с основна цел да съхрани автентичните учения на Буда и свързаната с тях вековна културна традиция. Впоследствие Тризин Церинг Ринпоче бива интронизиран от 70-ия крал Труку Джигме Чодраг Ринпоче през юни 2003 г. 
През 2004 г. Тризин Церинг Ринпоче основава фондацията Буда Дорденма Имидж
Под патронажа на краля за да изпълни пророчество от Терма на Падмасамбхава за да предаде благословията му за мир и щастие по света чрез проекта Буда Дорденма.
До 1907 г. най-висш будистки лидер в Бутан е бил Шабдрунг Ринпоче – тулку смятан за прераждане на основателя на Бутан. Неговата активност като официална особа се смята за предназначена да облагодетелства всички чувстващи същества и трябвало да се прояви в седем живота, всеки със свое собствено предсказание.